# Aeroporto Internazionale di Kabul
L'Aeroporto Internazionale di Kabul (مطار کابل الدولی), precedentemente noto come Aeroporto Internazionale Hamid Karzai (in pashtu د حامد کرزي نړيوال هوايي ډګر, in farsi میدان هوائی  بین المللی حامدکرزی; IATA: KBL, ICAO: OAKB), è l'aeroporto che serve la città di Kabul, capitale dell'Afghanistan; è anche chiamato Aeroporto Khawaja Rawash, dal nome della località situata a circa 16 chilometri dalla capitale afgana.
È l'hub della compagnia aerea Ariana Afghan Airlines. Dal 30 agosto 2021 l'aeroporto è sotto lo stabile controllo dei Talebani.

## Storia
Costruito nei primi anni sessanta, passò molto tempo prima che il governo afghano si decise a modernizzarlo. Durante la guerra in Afghanistan tenutasi tra il 1979 e il 1989, l'aeroporto fu sotto il controllo dell'Armata Rossa. Dopo il ritiro sovietico, l'aeroporto riprese il controllo statale sino al 2001, quando iniziò la guerra in Afghanistan a guida statunitense, conclusasi con la ritirata occidentale dell'agosto 2021.
Inizialmente l'Aeroporto di Kabul era destinato solo alla United States Armed Forces e all'ISAF, un'organizzazione a scopo di pacificazione facente capo all'ONU. All'inizio del 2002 è stato rilasciato il permesso di operare alle compagnie aeree civili. Dal 23 aprile 2006 vi ha operato il 21º Gruppo Volo dell'Aeronautica Militare italiana.
L'aeroporto è stato utilizzato dalla Polemikí Aeroporía, la forza aerea greca.
Dal 2014 al 2021 l'aeroporto è stato intitolato ad Hamid Karzai, presidente dell'Afghanistan dal 2004 al 2014.

### Attentato del 26 agosto 2021
Il 26 agosto 2021 l'aeroporto è stato il bersaglio di un tragico attentato, che ha provocato la morte di duecento persone e il ferimento di altre duecento. L'ISIS-K ha rivendicato l'attacco terroristico in chiave anti-talebana.

## Statistiche
Questo grafico non è disponibile a causa di un problema tecnico.
Si prega di non rimuoverlo.
Vedi la query Wikidata di origine.